# Liste des épisodes de La Famille Addams
Les 3 coffrets DVD disponibles en France (portant les numéros 3553446,3600046 et 3628646) présentent la première série télévisée de 64 épisodes de 25 minutes diffusée en noir et blanc du 18 septembre 1964 au 8 avril 1966 sur le réseau ABC. Ces épisodes ont été artificiellement découpés en 3 volumes par le distributeur et mis ensemble dans un gros coffret intégrale :
- Volume 1 : épisodes 1-01 à 1-22
- Volume 2 : épisodes 1-23 à 2-09
- Volume 3 : épisodes 2-10 à 2-30

Le titre anglais de l'épisode 1-24 se traduirait plutôt par Crise chez la famille Addams et le titre de l'épisode 2-28 par L'assurance de la famille Addams, mais les titres français de la version dvd sont pour ces 2 épisodes État de crise. Cependant il s'agit bien d'épisodes différents.

## Première saison (1964-1965)
1. On va tous à l'école (The Addams Family Goes to School)
2. Si jeune et déjà psy (Morticia and the Psychiatrist)
3. Tonton, pourquoi tu ris ? (Fester's Punctured Romance)
4. Ça, c'est de la politique ? (Gomez, the Politician)
5. L'arbre de la famille Addams (The Addams Family Tree)
6. Gare au gorille (Morticia Joins the Ladies League)
7. On t'a reconnu (Halloween with the Addams Family)
8. Jalousie, quand tu nous tiens (Green-Eyed Gomez)
9. Ciel, mon voisin (The New Neighbors Meet the Addams Family)
10. La fille part en vacances (Wednesday Leaves Home)
11. La famille modèle (The Addams Family Meet the V.I.P.'s)
12. Morticia joue les marieuses (Morticia, the Matchmaker)
13. Entrez dans la danse (Lurch Learns to Dance)
14. La vie d'artiste (Art and the Addams Family)
15. Les Addams s'encanaillent (The Addams Family Meets a Beatnik)
16. L'espion (The Addams Family Meets the Undercover Man)
17. Tiens, voilà Maman ! (Mother Lurch Visits the Addams Family)
18. Tonton est malade (Uncle Fester's Illness)
19. Les vacances de rêve (The Addams Family Splurges)
20. La visite du Cousin (Cousin Itt Visits the Addams Family)
21. Levez la main et dites « Je le jure ! » (The Addams Family in Court)
22. Trou de mémoire (Amnesia in the Addams Family)
23. La Chose a disparu (Thing is Missing)
24. État de crise (Crisis in the Addams Family)
25. Coup de tristesse (Lurch and His Harpsichord)
26. Morticia gagne sa vie (Morticia, the Breadwinner)
27. Rencontre du 33e type (The Addams Family and the Spacemen)
28. Fais pas le singe ! (My Son, the Chimp)
29. La vente de charité (Morticia's Favorite Charity)
30. On n'arrête pas le progrès (Progress and the Addams Family)
31. La perruque (Uncle Fester's Toupee)
32. Le Cousin est génial (Cousin Itt and the Vocational Counselor)
33. L'idole des vieux (Lurch, the Teenage Idol)
34. L'amour, ah ! l'amour (The Winning of Morticia Addams)

## Deuxième saison (1965-1966)
1. Ce brave Cousin (My Fair Cousin Itt)
2. Le grand amour de Morticia - 1re partie (Morticia's Romance - Part 1)
3. Le grand amour de Morticia - 2e partie (Morticia's Romance - Part 2)
4. Vive la princesse (Morticia Meets Royalty)
5. Gomez, l'élu du peuple (Gomez, the People's Choice)
6. Le problème du Cousin (Cousin Itt's Problem)
7. Halloween (Halloween-Addams Style)
8. Morticia, l'auteur (Morticia, the Writer)
9. Morticia joue les Rodin (Morticia, the Sculptress)
10. Gomez, le passionné (Gomez, the Reluctant Lover)
11. Histoires de famille (Feud in the Addams Family)
12. Sacré voleur (Gomez, the Cat Burglar)
13. Portrait diabolique (Portrait of Gomez)
14. Le dilemme de Morticia (Morticia's Dilemma)
15. Noël chez les Addams (Christmas with the Addams Family)
16. L'oncle Fester se déchaîne (Uncle Fester, Tycoon)
17. Querelle de famille (Morticia and Gomez vs. Fester and Grandmama)
18. Le régime de Fester (Fester Goes on a Diet)
19. La grande chasse au trésor (The Great Treasure Hunt)
20. Ophélia et ses amours (Ophelia Finds Romance)
21. L'argent de poche (Pugsley's Allowance)
22. Joyeux anniversaire, grand'ma (Happy Birthday, Grandma Frump)
23. Morticia la décoratrice (Morticia, the Decorator)
24. La visite d'Ophelia (Ophelia Visits Morticia)
25. Les Addams en folie (Addams Cum Laude)
26. Allons, allons, les Addams (Cat Addams) diffusé le 20 juillet 1990[1] sur M6
27. Lurch se rend utile (Lurch's Little Helper)
28. État de crise (The Addams Policy)
29. Le grand amour de Lurch (Lurch's Grand Romance)
30. La carrière d'Ophelia (Ophelia's Career)